# Cylindrophasia tehuantepeca
Cylindrophasia tehuantepeca là một loài ruồi trong họ Tachinidae.